# 16
 Тази статия е за шестнайсетата година от новата ера.  За числото шестнайсет вижте 16 (число).  За други значения вижте 16 (пояснение).
16 (шестнайсета) година е високосна година, започваща в сряда по юлианския календар.

## Събития

### В Римската империя
- Трета година от принципата на Тиберий Юлий Цезар Август (14-37 г.)
- Консули на Римската империя са Сизена Статилий Тавър и Луций Скрибоний Либон. През тази година суфектконсули стават Публий Помпоний Грецин и Гай Вибий Руф.
- Управителят на провинция Сирия Квинт Цецилий Метел Критски Силан принуждава арменския цар Вонон (бивш цар на Партия) да се яви и остане при него, за да запази мира с партите, които заплашват да нахлуят в Армения.[1]
- Германик повежда нов наказателен поход в Германия. Той използва кораби, за да нападне германското крайбрежие и след като си пробива път към вътрешността разбива племената ръководени от вожда Арминий в битка при река Везер. Това му позволява да продължи настъплението си и да спечели втора битка в близост до територията на херуските.[1]
- Вероятно към месец август Германик, доволен от постигнатото, започва да оттегля силите си като качва основната част от войската си отново на кораби. На връщане част от флота е разпръснат или унищожен поради силна буря, което окуражава германите и принуждава римския командир да извърши още нападения срещу тях.[1]
- Въпреки постигнатите успехи и желанието му да продължи кампанията през следващата година, Германик е отзован от император Тиберий.[1]
- Преторът Марк Скрибоний Либон Друз, правнук на Помпей Велики и праплеменник на Скрибония, е подложен на процес за държавна измяна, но се самоубива преди произнасянето на присъдата.[1]
- Тъй като сред приложените доказателства срещу Скрибоний Либон са сведения, че се е консултирал с астролози, Тиберий и Сенатът издават два декрета. Първия постановява прогонването на астролозите и магьосниците от Рим и Италия, а втория установява смъртно наказание за неримските граждани и изпращане в изгнание на римските граждани, които продължат да извършват такава дейност.[2]
- На Римския форум е издигната Арката на Тиберий в чест на връщането на римските щандарти от Германик, загубени по време на битката в Тевтобургската гора.[3]

## Родени
- 16 септември – Друзила, дъщеря на Германик и Агрипина Старша

## Починали
- Скрибония, втората съпруга на император Октавиан Август и майка на Юлия Старша
- 13 септември – Марк Скрибоний Либон Друз, римски сенатор